# Alison Krauss
Alison Maria Krauss (născută la 23 iulie 1971) este o cantautoare, cântăreață, muziciană și producătoare de muzică americană, excelând în genurile muzicale cunoscute ca bluegrass și country.
A intrat pe scena muzicală la vârsta de zece ani, câștigând concursuri locale de gen, pentru a deveni un artist cu melodii înregistrate la paisprezece ani. A semnat cu casa de discuri Rounder Records în 1985, pentru a avea primul său album în anul 1987. În aceeași perioadă de timp a început colaborarea cu formația, cu care colaborează și acum, Union Station (actul lor artistic fiind cunoscut ca Alison Krauss and Union Station sau AKUS), pentru a lansa primul lor album în 1989.
În total, Alison Krauss a lansat șaisprezece albume, crescând sensibil, în același timp, interesul americanilor de a asculta muzică bluegrass. A fost solicitată ca să compună muzica pentru filmele, O Brother, Where Art Thou? și Cold Mountain, pentru care a fost invitată să cânte la ediția din 2004 a Academy Awards.
La data ediției a 54-a a premiilor Grammy din anul 2012, Alison Krauss câștigase deja 27 premii Grammy Award din 41 de nominalizări, făcând ca să fie cel mai premiat artist în viață, fiind aproape de recordul dirijorului clasic Sir Georg Solti, care este deținătorul absolut al tuturor recordurilor cu 31 de premii Grammy. Artista violonistă-soprană Alison Krauss este cel mai premiat cântăreț și cea mai premiată femeie din istoria premiilor Grammy. La data primei sale premieri, la ediția din 1991 Grammy Awards, artista fusese cea dea doua cea mai tânără câștigătoare, iar astăzi este la egalitate pe locul nouă ca cea mai tânără câștigătoare vreodată.

## Biografie
Allison Krauss este originară din localitatea Decatur, statul Illinois.

## Discografie
- 1985 -- Different Strokes
- 1987 -- Too Late to Cry
- 1989 -- Two Highways
- 1990 -- I've Got That Old Feeling
- 1992 -- Every Time You Say Goodbye
- 1994 -- I Know Who Holds Tomorrow
- 1995 -- Now That I've Found You: A Collection
- 1997 -- So Long So Wrong
- 1999 -- Forget About It
- 2001 -- New Favorite
- 2002 -- Live
- 2004 -- Lonely Runs Both Ways
- 2007 -- A Hundred Miles or More: A Collection
- 2007 -- Raising Sand
- 2009 -- Essential Alison Krauss
- 2011 -- Paper Airplane